# St. Gallus (Rheinfelden-Warmbach)

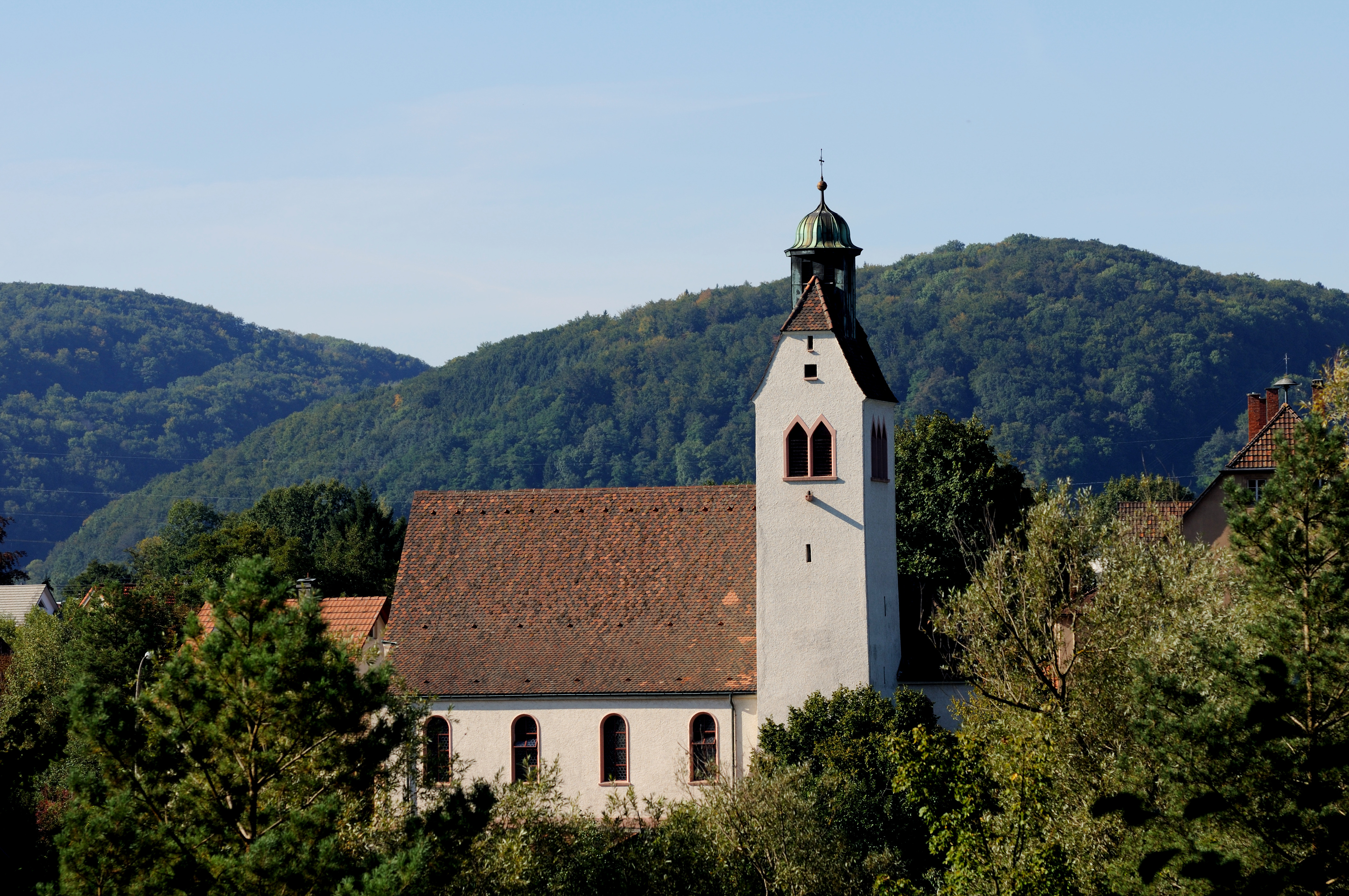
Galluskirche vom Schweizer Rheinufer aus gesehen

Die Pfarrkirche St. Gallus im Rheinfelder Stadtteil Warmbach gehört der zum 1. Januar 2015 begründeten römisch-katholischen Kirchengemeinde Rheinfelden an, einer Seelsorgeeinheit mit den weiteren sechs Kirchen St. Josef, St. Gallus (Eichsel), St. Urban, St. Michael, St. Peter & Paul, St. Felix & Regula und den drei Kapellen Maria Schnee, St. Mauritius und St. Ubald. Sie steht unter dem Patrozinium des heiligen Gallus.

## Geschichte
Bereits mit der Gründungsurkunde des Klosters St. Gallen aus dem Jahr 754 ist eine Pfarrei im Dorf Warmbach nachgewiesen. Die erste urkundlich gesicherte Erwähnung einer Kirche geht auf das Jahr 1270 zurück. Das genaue Baujahr der Kirche ist dagegen unbekannt und auch über ihr Äußeres ist nichts überliefert. Bekannt ist, dass 1835 der Stuckateur Jodok Friedrich Wilhelm drei Altäre neu fasste. Ihre heutige Form erhielt sie durch umfangreiche Umbau- und Vergrößerungsarbeiten in den Jahren 1930 bis 1931. 1982 wurde die gesamte Kirche grundlegend renoviert und ein Jahr später das Sankt-Gallus-Haus als Pfarrzentrum errichtet.

## Beschreibung

### Kirche und Umfeld

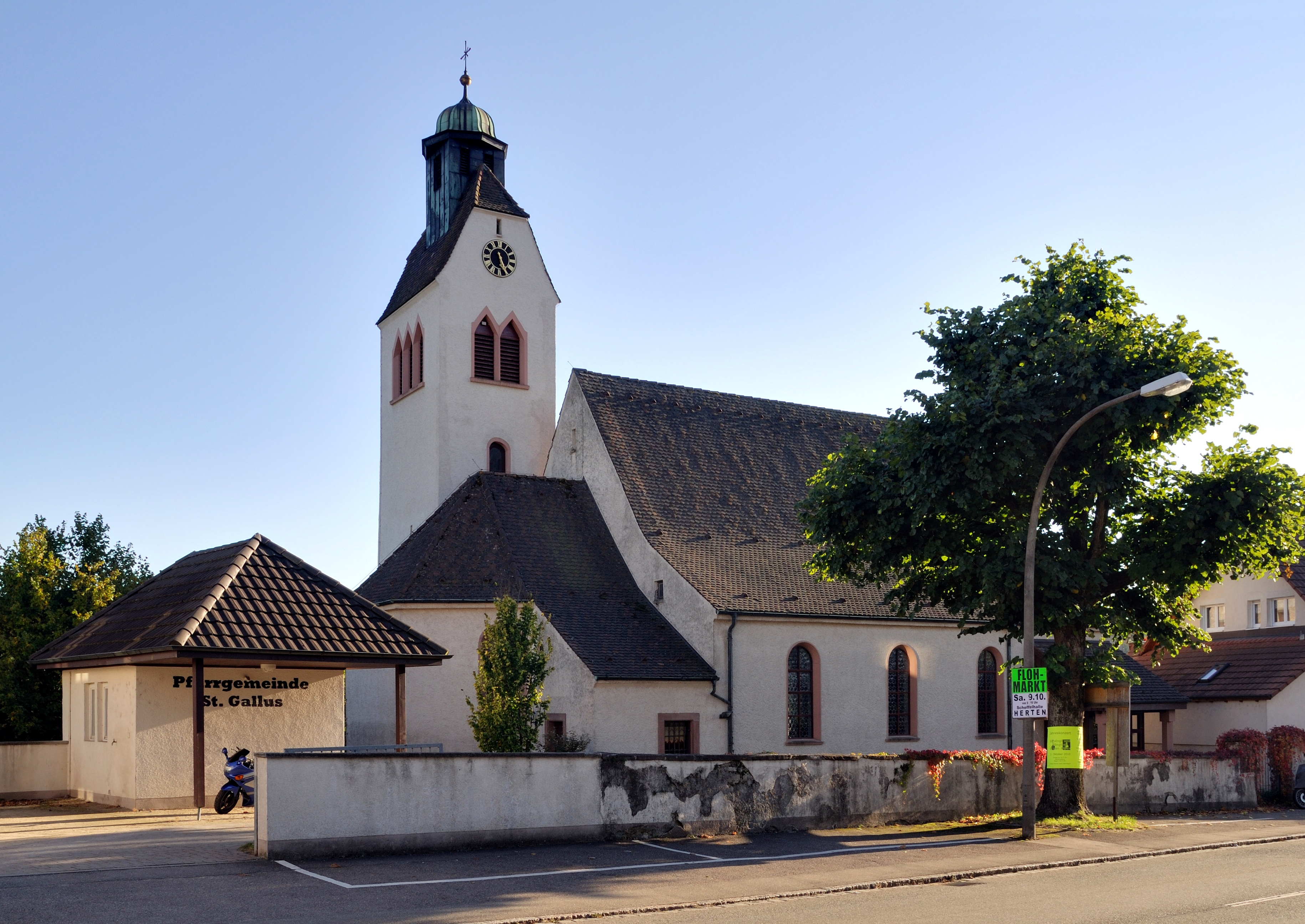
Galluskirche von der Warmbacher Straße aus

Die Galluskirche steht an der Ortsdurchgangsstraße unmittelbar am Rheinufer. Der schlichte Satteldachbau ist geostet und verfügt über einen polygonalen Chor, der nördlich von der Sakristei und südöstlich vom Glockenturm flankiert wird. Der Glockenturm hat zweifach spitz zulaufende Schallarkaden. Sein Satteldach ist quer zum Hauptbau abgewalmt und wird von einem haubenförmigen Dachreiter abgeschlossen.
Gegenüber dem Haupteingang wurde 1850 die Heilig-Kreuz-Kapelle errichtet. Der Baukörper mit quadratischem Grundriss wird von einem Satteldach abgeschlossen, das bis zur Kirche durchgezogen ist. In der Kapelle stehen zwei barocke Figuren auf dem Altar. Das Deckengemälde zeigt Christus, Maria und Gottvater. Vor dem Eingang befinden sich zwei Epitaphe.

### Ausstattung

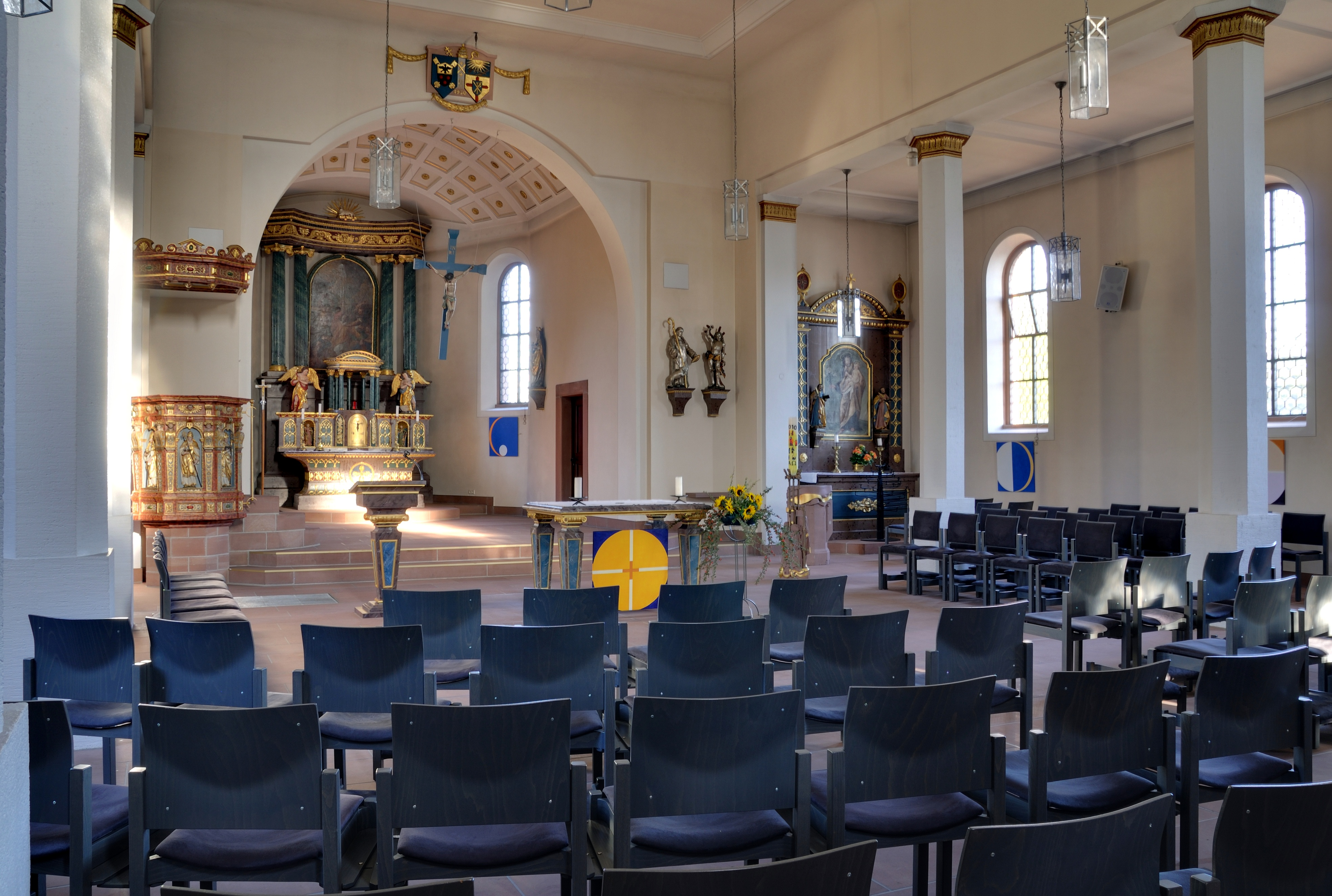
Innenraum

Das Innere der Galluskirche teilt sich in das Hauptschiff und zwei niedrigere Seitenschiffe. Das Gebälk zwischen den Schiffen tragen Kolonnaden. Die einzelnen architektonischen Teile sind durch hellen Putz und Rotsandstein gegliedert. Das Deckengemälde des Kirchenpatrons fertigte 1941 der Waldshuter Kunstmaler Carl Bertsche (1885–1942) an. Die flach gewölbte Chordecke ist mit Kassetten verziert.
Die Bronzeglocken goss die Heidelberger Gießerei Friedrich Wilhelm Schilling 1954. Das Geläut umfasst die Glocken mit den Nominalen gis′, h′, cis′′ und e′′.

### Orgel

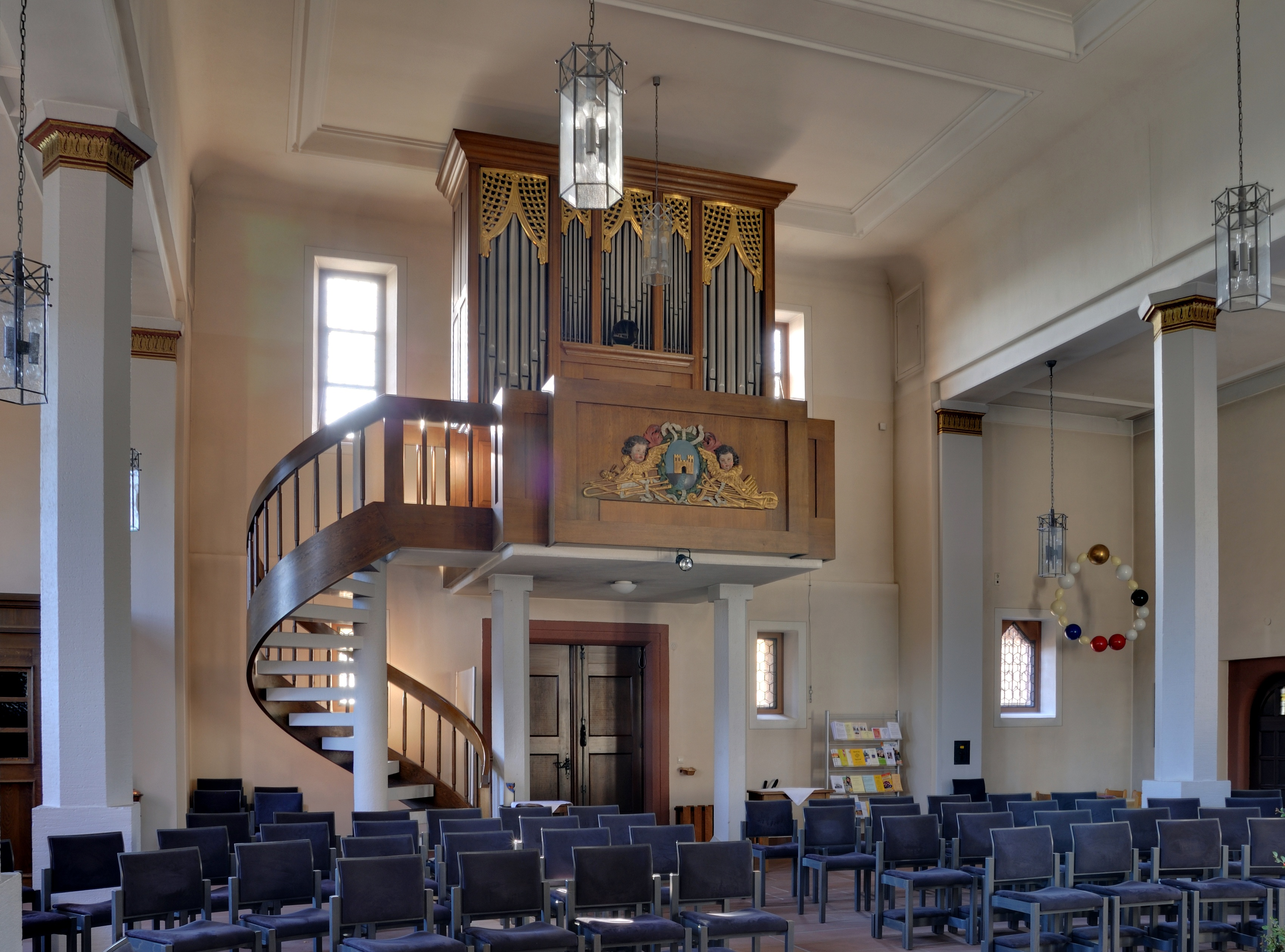
Orgel

Die heutige Orgel wurde von dem Freiburger Orgelbauunternehmen Hartwig Späth 1983 eingebaut und ersetzte das Instrument aus dem Jahr 1949. Sie hat zwei Manuale, Pedal und zwölf Register. Die Disposition ist folgende:
| I. Manual C-g3 |                      |       |
| 1.             | Metalflöte           | 8′    |
| 2.             | Principal            | 4′    |
| 3.             | Kleingedeckt         | 4′    |
| 4.             | Gemshorn             | 2′    |
|                | Quinte (vorab Nr. 5) | 1 ⁄3′ |
| 5.             | Mixtur III-IV        | 1 ⁄3′ |

| II. Manual C-g3 |                        |       |
| 6.              | Holzgedeckt            | 8′    |
| 7.              | Spillpfeife            | 4′    |
| 8.              | Principal              | 2′    |
|                 | Quinte (vorab Nr. 9)   | 2 ⁄3′ |
| 9.              | Sesquialter            | 2 ⁄3′ |
|                 | Sifflet (vorab Nr. 10) | 1′    |
| 10.             | Zimbel III             | 1′    |

| Pedalwerk C-g1 |           |     |
| 11.            | Untersatz | 16′ |
| 12.            | Offenbass | 8′  |